# Tartak (powiat białostocki)
Tartak – osada leśna w Polsce położona w województwie podlaskim, w powiecie białostockim, w gminie Dobrzyniewo Duże.
W latach 1975–1998 miejscowość administracyjnie należała do województwa białostockiego.